# Die Eine
Die Eine ist ein Lied der deutschen Hip-Hop-Band Die Firma, das im April 1998 erschien. Im Jahr 2005 erlangte es durch die Weitererzählung Die Eine 2005 größere Bekanntheit, die als Single zum Charthit avancierte.

## Entstehung und Veröffentlichung
Geschrieben wurde das Lied von den Firma-Mitgliedern Daniel Sluga (Fader Gladiator) und Alexander Terboven (Tatwaffe), dabei stammt die Komposition von Sluga und der Text von Tatwaffe. Sluga zeichnete darüber hinaus auch für die Produktion verantwortlich.
Die Erstveröffentlichung von Die Eine erfolgte am 3. April 1998 bei LaCosaMia, als Teil von Spiel des Lebens/Spiel des Todes (Katalognummer: LCM 001-2), dem Debütalbum der Band. Aufgrund von Fanwünschen wurde seitens der Band die Geschichte in Die Eine 2005 weitererzählt. Am 4. April 2005 erschien diese Version auf dem vierten Studioalbum Krieg und Frieden (Katalognummer: 82876665362). Genau drei Monate später wurde das Lied als Single aus dem Album ausgekoppelt. Diese erschien bei Seven Days als CD-Maxi-Single mit einem Remix, zwei Musikvideos sowie einem Remix zu Rollt mit uns als B-Seiten (Katalognummer: 82876715772).

## Inhalt
Der Textinhalt beschreibt, wie sich das lyrische Ich in eine Unbekannte (Die Eine) verliebt. Er/Sie spricht sie an und sie lernen sich kennen. Des Weiteren beschreibt er/sie, was er/sie ohne sie nicht bewerkstelligen könnte. Die Eine 2005 ist Tatwaffes Ehefrau Antje gewidmet. Hierbei beschreibt der Rapper seine Liebe zu ihr. Im letzten Satz des dritten Verses hält er um ihre Hand an. Auf der Maxi-Single befindet sich ein Remix, der dritte Vers wurde hierbei umgeschrieben und von Tatwaffes Freundin gesprochen.

„Die Eine, die Eine oder keine,

Für keine and're Frau ging' ich lieber in den Bau,

Keiner and'ren Frau trau' ich mehr über den Weg

Es gibt keine and're Frau mit der ich mich lieber schlafen leg'“

## Musikvideo
Es gibt zwei verschiedene Musikvideos für Die Eine 2005. Das erste Video wurde in Köln gedreht und war ein No-Budget-Video. Dieses zählte bis Dezember 2024 über 44 Millionen Aufrufe auf der Videoplattform YouTube. Die zweite Variante wurde erst gedreht, nachdem der Song bereits einige Wochen in den Charts war. Gedreht wurde die zweite Version mit Tatwaffes Frau in Berlin.

## Kommerzieller Erfolg

### Chartplatzierungen
Die Eine 2005 avancierte zum Top-10-Erfolg in Deutschland und Österreich. In beiden Ländern erreichte die Single Rang zwei.
| ChartsChartplatzierungen | Höchstplatzierung | Wochen |
| ------------------------ | ----------------- | ------ |
| Deutschland (GfK)        | 2 (33 Wo.)        | 33     |
| Österreich (Ö3)          | 2 (30 Wo.)        | 30     |
| Schweiz (IFPI)           | 34 (13 Wo.)       | 13     |

| ChartsJahrescharts (2005) | Platzierung |
| ------------------------- | ----------- |
| Deutschland (GfK)         | 9           |
| Österreich (Ö3)           | 9           |

### Auszeichnungen für Musikverkäufe
| Land/Region        | Auszeichnungen für Musikverkäufe (Land/Region, Auszeichnung, Verkäufe) | Verkäufe |
| ------------------ | ---------------------------------------------------------------------- | -------- |
| Deutschland (BVMI) | Platin                                                                 | 300.000  |
| Österreich (IFPI)  | Gold                                                                   | 15.000   |
| Insgesamt          | 1× Gold · 1× Platin ·                                                  | 315.000  |

## Die Eine-Trilogie
Mit dem am 12. Oktober 2007 als Single veröffentlichten Songs „Wunder“, in dem es um die Geburt ihres ersten gemeinsamen Kindes geht, wird die (inoffizielle) „Die Eine-Trilogie“
beendet.

## Coverversionen
Im Jahr 2023 erschien eine Version der Wildwboys mit dem Titel "Die Eine (oder keine)". Teilweise wird die Firma mit als Urheber angegeben.
Melodie und Text entsprechen zu großen Teilen der Originalversion.